# Dionychus
Dionychus är ett släkte av skalbaggar. Dionychus ingår i familjen vivlar.

## Dottertaxa tillDionychus, i alfabetisk ordning[1]
- Dionychus aequatorialis
- Dionychus alboguttatus
- Dionychus albonotatus
- Dionychus alternans
- Dionychus basalis
- Dionychus carinatus
- Dionychus circumdatus
- Dionychus conciliatus
- Dionychus coriaceus
- Dionychus deplanatus
- Dionychus duodecimguttatus
- Dionychus fasciatus
- Dionychus grandicollis
- Dionychus granicollis
- Dionychus hystrix
- Dionychus indus
- Dionychus jamaicensis
- Dionychus jekelii
- Dionychus margaritifer
- Dionychus margineguttatus
- Dionychus marginicollis
- Dionychus miliaris
- Dionychus morbillator
- Dionychus mutabilis
- Dionychus niveopunctatus
- Dionychus parallelogrammus
- Dionychus platynotus
- Dionychus porosus
- Dionychus rojasi
- Dionychus ruidus
- Dionychus sparsus
- Dionychus squamulosus
- Dionychus sulcatus
- Dionychus trifasciatus
- Dionychus undulatus
- Dionychus variabilis
- Dionychus zebra
- Dionychus zonarius